# Zimowy Puchar Europy w Rzutach 2003
3. Zimowy Puchar Europy w Rzutach – trzecia edycja zimowego pucharu Europy w rzutach lekkoatletycznych została zorganizowana we włoskim Gioia Tauro. Zawody odbyły się 13 i 14 marca. W imprezie wzięli udział zawodnicy z 24 europejskich krajów. Nad organizacją zawodów czuwały European Athletics i Federazione Italiana di Atletica Leggera.

## Rezultaty

### Mężczyźni
| Konkurencja:   | 1. miejsce        | Wynik | 2. miejsce               | Wynik | 3. miejsce      | Wynik |
| Pchnięcie kulą | Rutger Smith      | 20,52 | Ivan Yushkov             | 19,54 | Peter Sack      | 19,53 |
| Rzut dyskiem   | Gerd Kanter       | 64,17 | Mario Pestano            | 63,71 | Ionel Oprea     | 62,29 |
| Rzut młotem    | Nicola Vizzoni    | 75,35 | Aléxandros Papadimitríou | 74,74 | Ilya Konovalov  | 74,73 |
| Rzut oszczepem | Christian Nicolay | 83,80 | Aleksandr Ivanov         | 79,24 | Dominique Pausé | 78,60 |

### Kobiety
| Konkurencja:   | 1. miejsce          | Wynik | 2. miejsce      | Wynik | 3. miejsce          | Wynik |
| Pchnięcie kulą | Irina Khudoroshkina | 18,47 | Anna Romanova   | 18,09 | Cristiana Checchi   | 17,91 |
| Rzut dyskiem   | Teresa Machado      | 63,65 | Viktoriya Boyko | 60,63 | Stilianí Tsikoúna   | 59,73 |
| Rzut młotem    | Manuela Montebrun   | 72,18 | Mihaela Melinte | 69,24 | Olga Kuzenkova      | 66,25 |
| Rzut oszczepem | Steffi Nerius       | 62,50 | Oksana Gromova  | 61,12 | Jekatierina Iwakina | 60,42 |

## Klasyfikacja medalowa
*   Gospodarz ( Włochy)
| Miejsce | Reprezentacja | Złoto | Srebro | Brąz | Razem |
| ------- | ------------- | ----- | ------ | ---- | ----- |
| 1       | Niemcy        | 2     | 0      | 1    | 3     |
| 2       | Rosja         | 1     | 4      | 3    | 8     |
| 3       | Włochy*       | 1     | 0      | 1    | 2     |
| 3       | Francja       | 1     | 0      | 1    | 2     |
| 5       | Holandia      | 1     | 0      | 0    | 1     |
| 5       | Estonia       | 1     | 0      | 0    | 1     |
| 5       | Portugalia    | 1     | 0      | 0    | 1     |
| 8       | Grecja        | 0     | 1      | 1    | 2     |
| 8       | Rumunia       | 0     | 1      | 1    | 2     |
| 10      | Ukraina       | 0     | 1      | 0    | 1     |
| 10      | Hiszpania     | 0     | 1      | 0    | 1     |
| Razem   | Razem         | 8     | 8      | 8    | 24    |